# Kościół św. Augustyna Biskupa w Nadolu
Kościół rektorski św. Augustyna Biskupa w Nadolu – kościół rektorski (filialny), należący do Parafii Zwiastowania Pana w Żarnowcu. Obejmuje swoim zasięgiem miejscowość Nadole.
Decyzja o wybudowaniu kościoła zapadła w 1984. Do tego czasu parafianie na msze udawali się do Gniewina lub Żarnowca. Został on poświęcony przez biskupa chełmińskiego Mariana Przykuckiego i oddany do użytku 23 sierpnia 1986. Od czerwca 2004 jeden z wikariuszy żarnowieckich jest administratorem kościoła.